# Epipleury
Epipleury (łac. epipleurae, l. poj. epipleuron) – u chrząszczy podgięty brzeg boczny pokryw, a w niektórych grupach też przedplecza.
Epipleury pokryw (epipleurae eltrales) występują u większości chrząszczy. Stanowią brzeg pokrywy podwinięty do wewnątrz i oddzielony od reszty wyraźną krawędzią. Zaopatrzone są w tchawkę prawdopodobnie nawiązującą do połączonych żyłek: kostalnej i subkostalnej. Mogą się ciągnąć przez całą długość pokrywy lub tylko przez jej część. Mogą być płaskie, opadać ku dołowi pod kątem lub być wklęsłe (skierowane do wewnątrz i ku górze).
W przypadku pokryw skróconych na określenie zewnętrznego ich brzegu nie nachodzącego na pleury używa się nazwy pseudepipleury (łac. pseudepipleurae).
Nazwy epipleury przedplecza używa się do określenia hypomeronu u podrzędów: Myxophaga, Archostemata i Adephaga. W grupach tych zawinięty na spód brzeg przedplecza oddzielony jest od pleury szwem notopleuralnym, a od reszty przedplecza zwykle ostrą krawędzią.

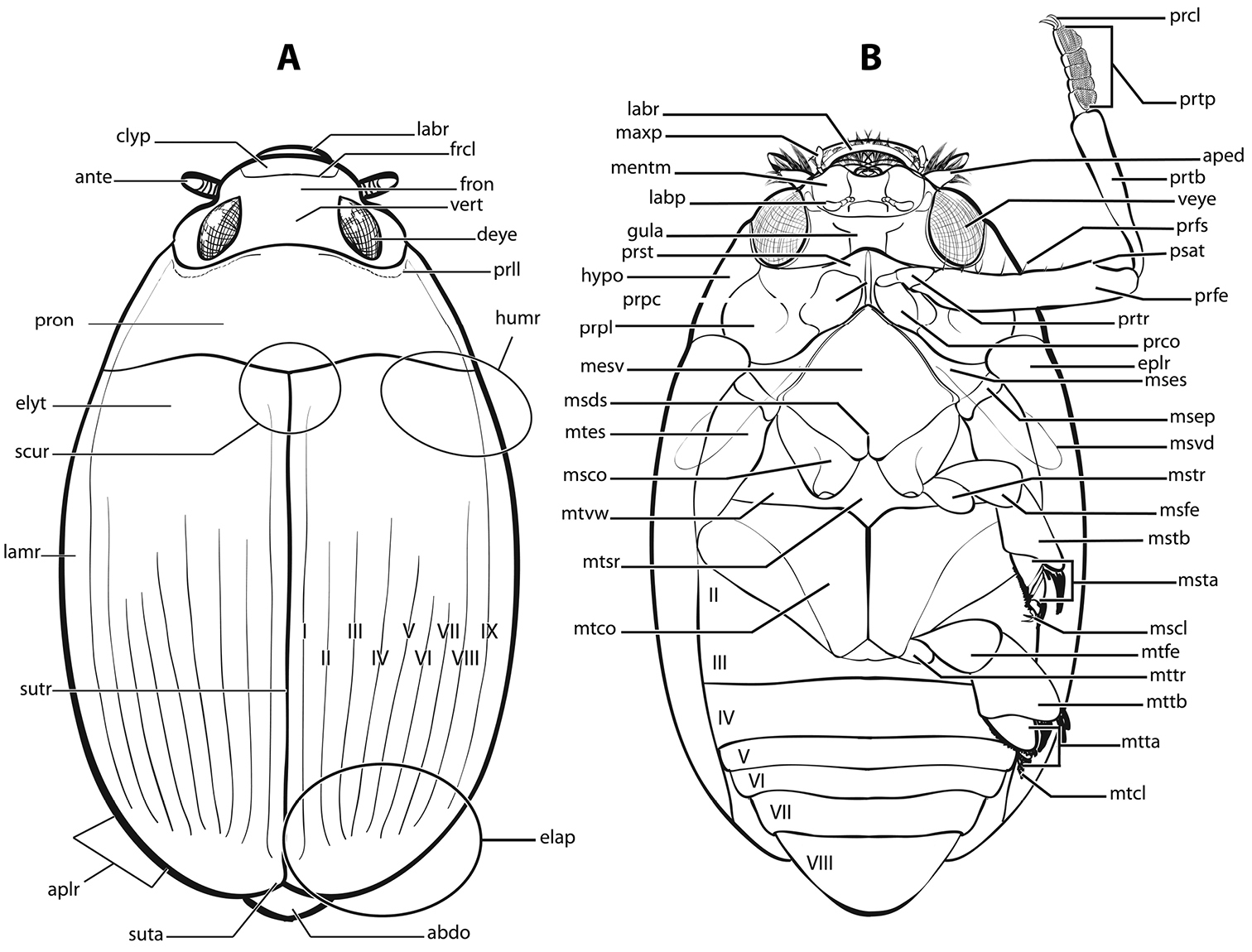
Budowa krętaka z rodzaju Dineustus. Epipleuron pokrywy podpisany eplr, a epipleuron przedplecza (hypomeron) podpisany hypo
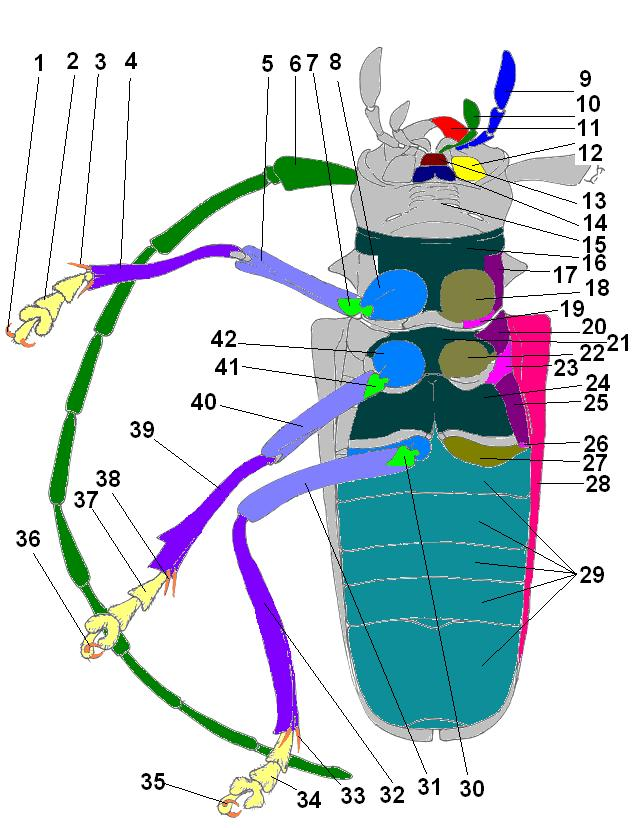
Spód ciała kózki. Epipleuron pokrywy oznaczony liczbą 28 i kolorem różowym